# Pařezí (Chotýšany)
Pařezí je malá vesnice, část obce Chotýšany v okrese Benešov. Nachází se asi 1,5 km na jihovýchod od Chotýšan. V roce 2009 zde bylo evidováno 12 adres.
Pařezí leží v katastrálním území Chotýšany o výměře 6,7 km².

## Historie
První písemná zmínka o vesnici pochází z roku 1844.

## Galerie

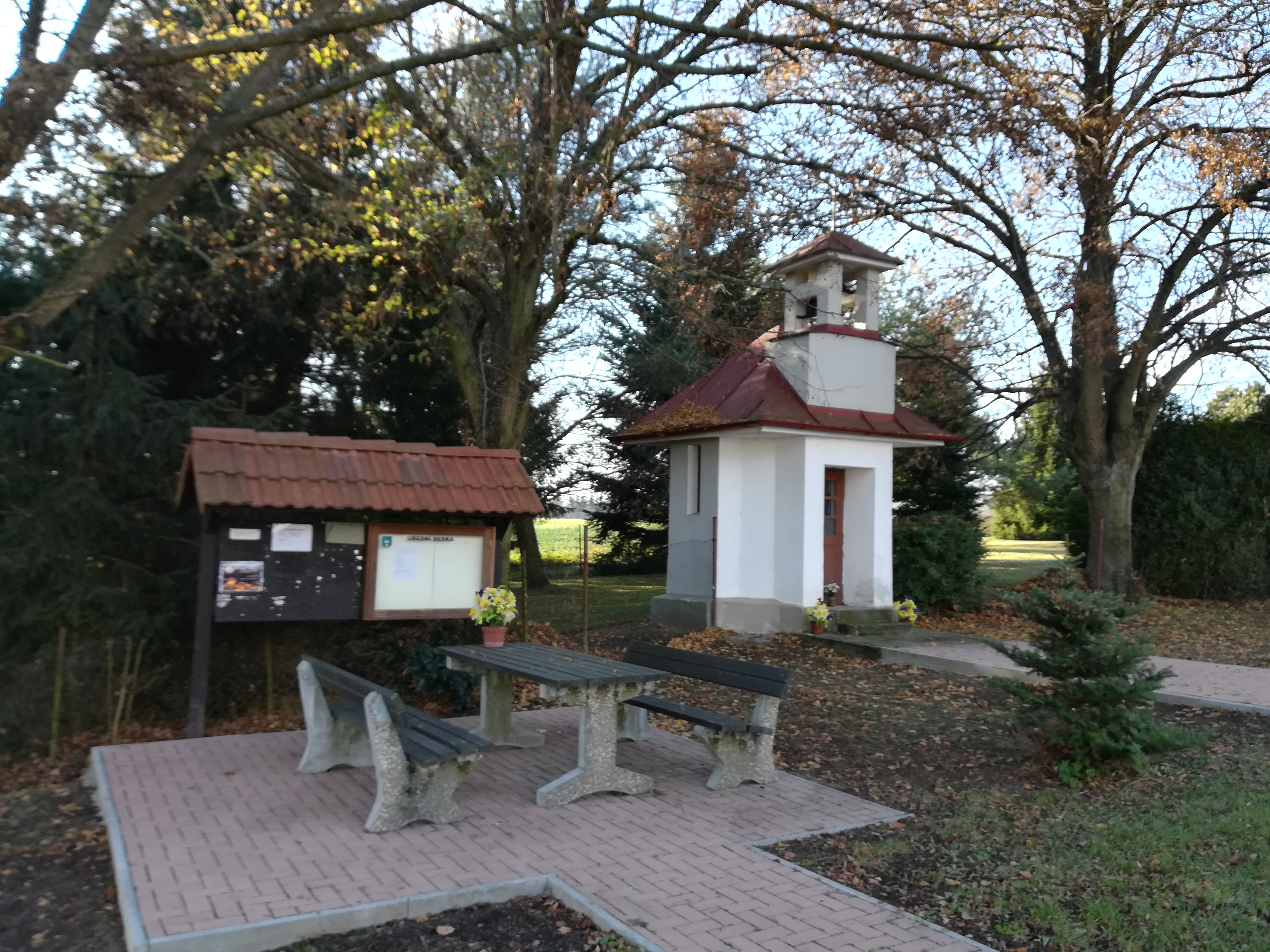
Kaplička na návsi
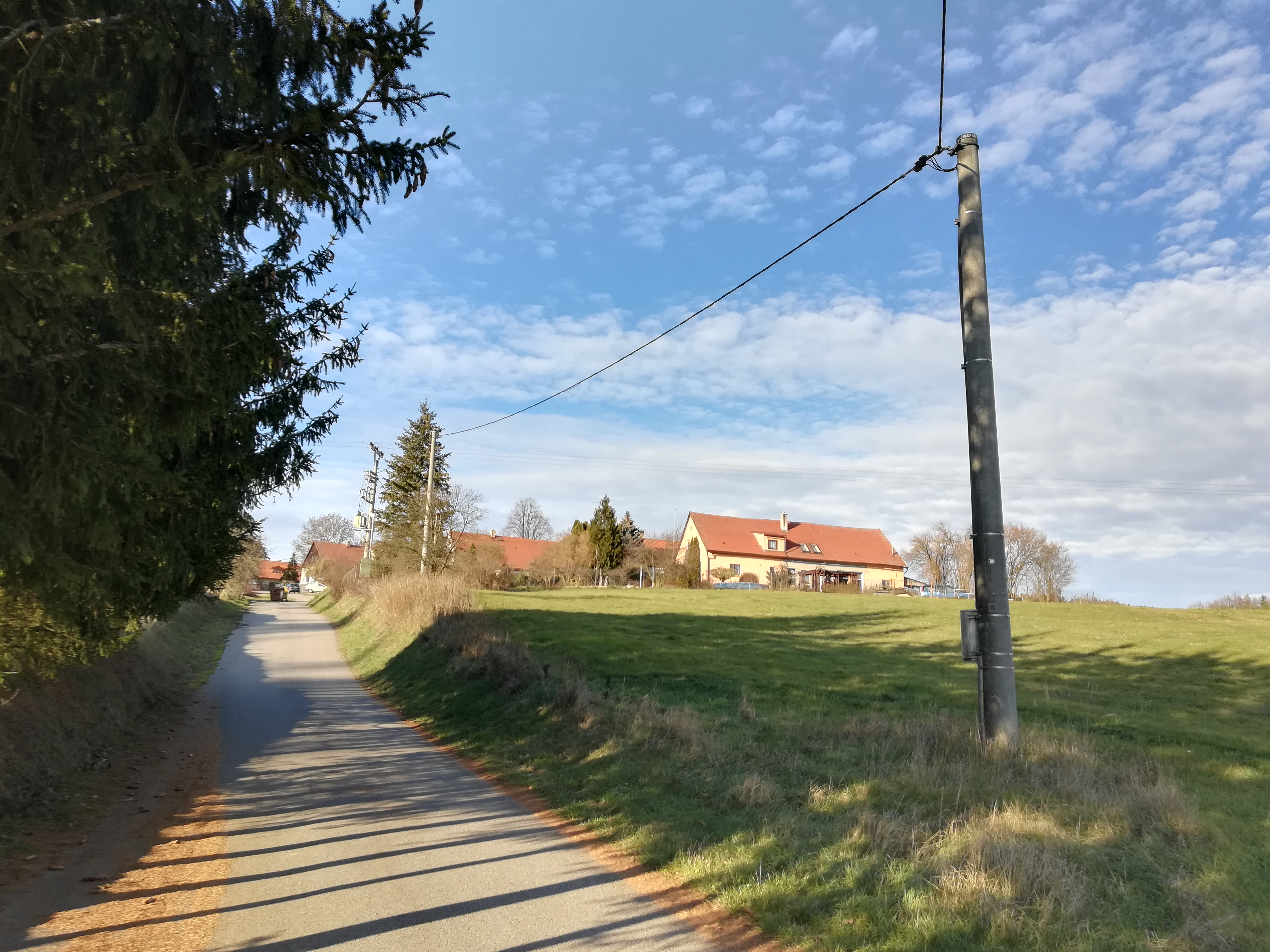
Pohled z jihovýchodu
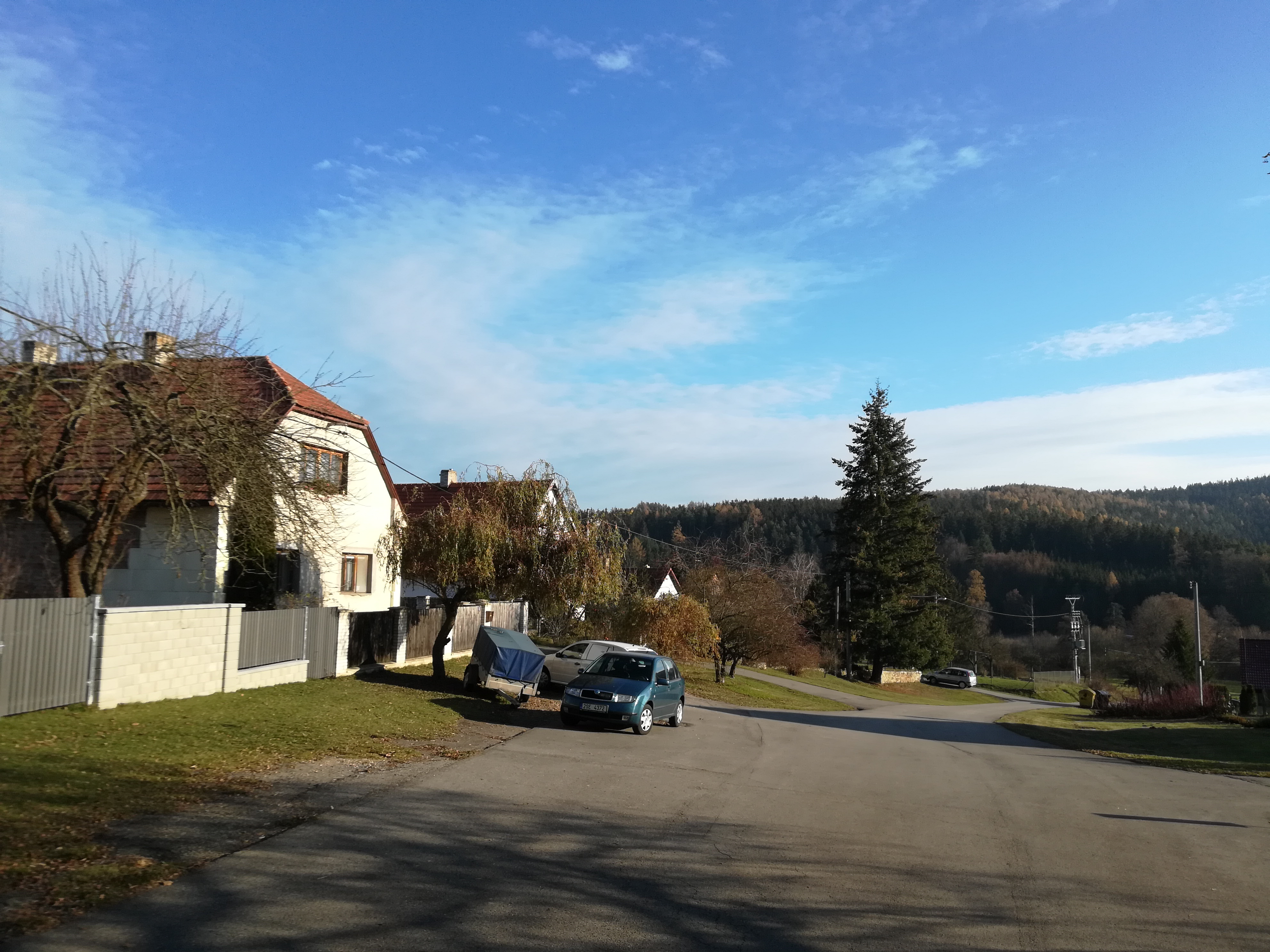
Náves